# Casey Calvert
Casey Calvert, pseudonimo di Sarah Goldberger (Baltimora, 17 marzo 1990), è un'attrice pornografica, regista e produttrice cinematografica statunitense.

## Biografia
Nativa di Baltimora, in Maryland, ma cresciuta a Gainesville in Florida fu educata nella tradizione ebraica conservatrice, quindi frequentando ogni sabato mattina la sinagoga e celebrando il Bat mitzvah a 12 anni; in seguito la famiglia ha scelto di frequentare una sinagoga di riforma, riducendo la partecipazione alle funzioni al periodo delle vacanze.
Si è laureata con lode all'Università della Florida in scienze con uno studio audiovisivo sugli adolescenti, la zoologia e l'antropologia. Ha inoltre praticato arrampicata libera ed è stata campionessa nazionale collegiale di arrampicata su roccia.
Si identifica come una femminista ed è sposata con il regista di film per adulti Eli Cross. Del suo lavoro di performer disse al Daily Telegraph nel 2015: «Quello di pornostar è un lavoro come un altro. La differenza è che si è nudi su Internet».

## Carriera pornografica
Dopo aver lavorato come modella fetish, realizzando lavori in esclusiva per circa un anno, nel novembre 2012 ha debuttato ufficialmente come attrice pornografica, con lo pseudonimo di Casey Calvert. Ha dichiarato di aver scelto il cognome del suo nome d'arte in onore di Clay Calvert, suo docente universitario, poiché grazie alle sue lezioni ha avuto modo di comprendere che la pornografia non è illegale, ma una professione legittima.
Ha registrato per la casa di produzione Kink la sua prima scena gang bang due mesi e mezzo dopo il suo debutto ufficiale come attrice. Nel 2013 è stato quindi rilasciato dalla società Evil Angel il film Anal Sweetness, che contiene la sua prima scena di sesso anale. Nel 2014 ha girato la sua prima scena anale in doppia penetrazione con Erik Everhard e James Deen in Analized, film prodotto dalla società Hard X. Nel 2015 ottiene il suo primo riconoscimento a livello internazionale come Unsung Siren dagli XRCO, premio vinto anche tre anni dopo. L'anno seguente partecipa alla terza edizione di DP Star, un talent edito da Digital Playground.
Nel 2019 intraprende anche la carriera come regista pornografica, lavorando per Adult Time insieme al marito alle scene Maid for Each Other. Ha, inoltre, lavorato sia come attrice che come regista per Pure Taboo nella serie The Starlet: A Casey Calvert Story. Nel 2021 ottiene i suoi primi riconoscimenti internazionali come miglior regista sia agli AVN che agli XRCO Award.
In quello stesso anno fu produttrice, come Sarah Goldberger, del film europeo Pleasure di Ninja Thyberg, nel quale, con la collaborazione di altri suoi colleghi prestati al cinema mainstream, si racconta la storia di una giovane attrice svedese (interpretata da Sofia Kappel) che tenta la scalata nell'industria pornografica statunitense.
Scrive articoli sulla pornografia per l'edizione americana dell'Huffington Post.

## Riconoscimenti
- AVN Awards
  - 2017 – Best Group Sex Scene per Orgy Masters 8 con Jojo Kiss, Katrina Jade, Goldie Rush, Keisha Grey, Prince Yahshua, Lexington Steele e Rico Strong[21]
  - 2021 – Best Directing – Comedy per Cougar Queen: A Tiger King Parody[22]
  - 2024 - Best Trans One-on-One Sex Scene per Kasey Kei con Kasey Kei[23]
  - 2025 - Best Leading Actress per Birth[24]
- XBIZ Awards
  - 2014 – Director of the Year - Individual Work[25]
  - 2025 - Best Sex Scene - All Girl per Come Out To Play: An All-Girls Warriors Parody con Penny Barber, Lulu Chu, Ana Foxxx, Leana Lovings, Little Puck, Hailey Rose, Serene Siren, Codi Vore e Jane Wilde[26]
- XRCO Award
  - 2015 – Unsung Siren[27]
  - 2018 – Unsung Siren[28]
  - 2021 – Best Director – Parody[29]
  - 2025 - Best Actress[30]

## Filmografia parziale

### Attrice
- Device Bondage 17407 (2012)
- In the Night (2012)
- Stuffin Young Muffins 9 (2012)
- This Ass Takes A Huge Dick (2012)
- Whipped Ass 27002	(2012)
- White Room (2012)
- Adult Insider 12 (2013)
- Adult Insider 15 (2013)
- All New Dirty Debutantes 375 (2013)
- Amateur Brunette Blowjobs 6: Can't Hardly Wait (2013)
- Anal Intrusion 1	(2013)
- Anal Pounding A Pro MILF And An Amateur (2013)
- Anal Spinners (2013)
- Anal Sweetness 1 (2013)
- Ass Party 4 (2013)
- Ass Party 6 (2013)
- Babysit My Ass 2 (2013)
- Bad Lesbian (2013)
- Balls Deep Anal Nymphos 2 (2013)
- Basketball or Anal? (2013)
- Black Meat White Feet: Casey Calvert (2013)
- Blacks On Blondes: Casey Calvert (2013)
- Blowjob: Casey Calvert Rocks His World (2013)
- Bound By Desire 1: A Leap of Faith (2013)
- Bound By Desire 2: Collared and Kept Well (2013)
- Bound By Desire 3: a Property of Love (2013)
- Daddy's Girls (2013)
- Dark Perversions 2 (2013)
- De Lounge (2013)
- Dear Diary	(2013)
- Deep Anal Thrashing (2013)
- Deep Pussy 1 (2013)
- Device Bondage 34044 (2013)
- Dirty Panties 2 (2013)
- Disciplinarian Mom (2013)
- Doll Face 1 (2013)
- Dungeon Sex 31760 (2013)

### Regista
- Maid For Each Other (2019)
- Supernaturally Stacked: I Dream Of Lezzie (2019)